# ロマン・フェイユ
ロマン・フェイユ（Romain Feillu、1984年4月16日- ）は、フランス、シャトーダン出身の自転車競技（ロードレース）選手。ロメン・フェイユともいう。

## 経歴
弟、ブリス・フェイユもプロロードレース選手。2009年のツール・ド・フランスでは、兄弟出場を果たしている。
2006年
- グランプリ・ド・ラ・ソム 総合優勝。
- U-23部門世界選手権・個人ロードレースにおいて、ゲラルト・ツィオレックに次いで2位に入る。

2007年、アグリテュベルと契約を結んでプロ転向。
- レ・ブグル・ド・ロルヌ 優勝。
- ツール・ド・ルクセンブルク 区間1勝（第3）。
- ツアー・オブ・ブリテン総合優勝
- パリ〜ブールジュ優勝を果たす。

2008年
- レ・ブグル・ド・ロルヌ 優勝。
- ツール・ド・フランス初出場。第3ステージ終了後に総合首位に立ち、マイヨ・ジョーヌを獲得した。

2009年
- ツール・ド・ピカルディ 区間1勝（第2）、総合2位。
- ツール・デュ・リムザン 区間1勝（第4）。
- グランプリ・ド・フルミー優勝。

2010年、弟のブリスとともに、ヴァカンソレイユ・DCMに移籍。
- ブエルタ・ア・ブルゴス 区間1勝（第4）。
- ツール・ド・レン 区間1勝（第2）。
- グランプリ・ド・フルミー連覇。

2011年
- ツール・メディテラネアン 区間3勝（第2、第3、第4）。
- ツール・デュ・フィニステール 優勝
- ツール・ド・ピカルディ 区間1勝（第2）、総合優勝。
- シルキュイ・ド・ロレーヌ 区間1勝（第5）。
- ツール・ド・ルクセンブルク 区間1勝（第4）。
- 世界選手権・個人ロードレース 6位